# أليساندرا ميرلين
أليساندرا ميرلين (بالإيطالية: Alessandra Merlin)‏ هي متزحلقة إيطالية، ولدت في 22 سبتمبر 1975 في تورينو في إيطاليا.

## وصلات خارجية
- أليساندرا ميرلين على موقع الاتحاد الدولي للتزلج (التزلج على المنحدرات الثلجية) (الإنجليزية)
- أليساندرا ميرلين على موقع أوليمبيديا (الإنجليزية)